# Bioinduttore
Per Bionduttore si intende una matrice di origine animale con presenza di collagene indicata per la gestione di lesioni cutanee in ambito di medicina rigenerativa e wound healing per la ricostruzione e rigenerazione dello strato dermico (neo-derma).
È uno scaffold a base di diverse sorgenti che servono per essere colonizzati dalle cellule per la riparazione tissutale. I bioinduttori rispettano i tempi per la formazione di derma e chiusura delle lesione. Portano alla formazione di neo-derma come il sostituto dermico e creano un tessuto di granulazione portando a contrazione della lesione e tessuto cicatriziale.
In una recente pubblicazione è stato dimostrato che i sostituti dermici di origine animale di ultima generazione hanno diffuse capacità bioinduttorie. 

Note
1. ↑   Lantis Ii JC, Lullove EJ, Liden B, et al. Wounds. 2023;35(4):71-79., Final efficacy and cost analysis of a fish skin graft vs standard of care in the management of chronic diabetic foot ulcers: a prospective, multicenter, randomized controlled clinical trial, in Hindawi Stem Cells International.